# Marko Cesarec
Christer Marko Cesarec, född 14 augusti 1959 i Lund, är en svensk konstnär.
Han utbildade sig på Målarskolan Forum, Malmö 1978-1983 för Ola Billgren, Börje Lindberg, Staffan Nihlén, Gerhard Nordström och Vassil Simittchiev. Marko Cesarec arbetar med måleri, teckning, installationer, skulptur och objekt.
Marko Cesarec deltog i Sydnytt-utställningen på Malmö konsthall 1987 och ställde därefter ut på Galleri Wallner i Malmö 1988. Marko Cesarec har ställt ut på Krognoshuset, Aura, Lund 1992 och 2021, Lunds konsthall 1998, Konstnärshuset i Stockholm 1999.
Han har även varit med på ett antal internationella workshops, projekt och utställningar som Why the binary should have all the pun, Tifa workingstudios, Pune Indien 2019.
Han fick Edstrandska stiftelsens stipendium 1986, Ester Almqvists minnesfond 1993 och Emil Olsson stipendiet 2018.
Marko Cesarec är representerad på Malmö museum, Statens konstråd och Lunds kommun. 